# 蔡亚林
蔡亚林（1977年9月3日—），河北承德人，中国射击运动员。

## 生平
幼年时进入承德市业余体校开始射击训练。1994年底，常静春将其调入河北省队。1997年3月，蔡亚林首次参加大赛，八运会预赛取得第二名，决赛中获得铜牌。1997年底随教练常静春同时进入国家队。1998年，获曼谷亚运会男子气步枪的金牌。
2000年，悉尼奥运会男子10米空气步枪比赛中，以696.4环的成绩获得金牌。2004年，他未能参加雅典奥运会，选择退役，开始从事射击教练工作。在中国国家射击队中，他担任杨皓然的师傅。